# Cascode
El cascode és un amplificador de dues etapes que consisteix en una etapa d'emissor comú que s'alimenta a una etapa base comuna quan s'utilitzen transistors d'unió bipolar (BJT) o, alternativament, una etapa font comuna que alimenta una etapa de porta comuna quan s'utilitzen transistors d'efecte de camp (FET).
Com que no hi ha un acoblament directe de la sortida a l'entrada, s'elimina l'efecte Miller, contribuint a un ample de banda molt més gran. En comparació amb una única etapa d'amplificador, aquesta combinació pot tenir una o més de les característiques següents: major aïllament d'entrada-sortida, major impedància d'entrada, alta impedància de sortida, major amplada de banda.

## Història
L'ús d'un cascode (de vegades verbalitzat en cascoding) és una tècnica comuna per millorar el rendiment del circuit analògic, aplicable tant als tubs de buit com als transistors. El nom "cascode" va ser encunyat en un article escrit per Frederick Vinton Hunt i Roger Wayne Hickman el 1939, en una discussió sobre l'aplicació dels estabilitzadors de tensió. Van proposar una cascada de dos triodes (el primer amb una configuració de càtode comú, el segon amb una reixa de control comuna) com a reemplaçament d'un pentode, i per tant es pot suposar que el nom és una abreviatura de "casc (amplificador de triode afegit que té característiques similars, però menys sorolloses que, un sol pent)ode". Els circuits Cascode es van utilitzar en els primers televisors per al 'front-end' o sintonitzador a causa del seu baix soroll i ample de banda més ampli.
Els transistors d'unió bipolar tenen una capacitat paràsita de la base del col·lector en el rang de picofarad baix a picofarad fraccionat. L'efecte Miller significa que quan aquesta capacitat es troba en el camí de retroalimentació, resulta en una capacitat d'entrada efectiva que es multiplica pel guany de l'etapa: una capacitat de retroalimentació de només 1,0 pF en un circuit amb un guany de tensió de 50 dóna com a resultat una capacitat d'entrada efectiva de 51 pF. Tot i que això es pot superar en circuits de radiofreqüència/circuits sintonitzats "neutralitzant" la retroalimentació en oposició, és més difícil combatre-ho en circuits de banda ampla com els amplificadors de vídeo, l'amplada de banda dels quals va des de la televisió analògica (uns 5 MHz per a PAL), com a mínim a 86 MHz en el format VGA anterior (UXGA, 1600 × 1200, 60Hz d'actualització). Els amplificadors de vídeo no poden funcionar a freqüències tan altes amb cap retroalimentació apreciable de la base del col·lector, de manera que el cascode, amb la seva capacitat de retroalimentació efectiva molt baixa, és el disseny d'elecció per als amplificadors de vídeo en monitors basats en CRT.

## Funcionament

Figura 1: Amplificador cascode classe A de canal N

La figura 1 mostra un exemple d'un amplificador cascode amb un amplificador de font comuna com a etapa d'entrada impulsada per una font de senyal, Vin. Aquesta etapa d'entrada impulsa un amplificador de porta comuna com a etapa de sortida, amb el senyal de sortida  Vout.
A mesura que el FET inferior condueix, canvia la tensió de la font del FET superior, i el FET superior condueix a causa del canvi de potencial entre la seva porta i la seva font.
El principal avantatge d'aquesta disposició del circuit prové de la col·locació del transistor d'efecte de camp superior (FET) com a càrrega del terminal de sortida (drenatge) del FET d'entrada (inferior). Com que a les freqüències de funcionament, la porta del FET superior està efectivament connectada a terra, la tensió font del FET superior (i, per tant, el drenatge del transistor d'entrada) es manté a una tensió gairebé constant durant el funcionament. En altres paraules, el FET superior presenta una baixa resistència d'entrada al FET inferior, fent que el guany de tensió del FET inferior sigui molt petit, la qual cosa redueix dràsticament la capacitat de retroalimentació de l'efecte Miller des del drenatge del FET inferior fins a la porta. Aquesta pèrdua de guany de tensió la recupera el FET superior. Així, el transistor superior permet que el FET inferior funcioni amb una retroalimentació negativa mínima (Miller), millorant el seu ample de banda.
La porta FET superior està connectada a terra elèctricament, de manera que la càrrega i la descàrrega de la capacitat dispersa, Cdg, entre el drenatge i la porta passa simplement a través de RD i la càrrega de sortida (per exemple Rout), i la resposta de freqüència només es veu afectada per a freqüències per sobre de la constant de temps RC associada τ = Cdg RD // R out, és a dir, f = 1/dg R D // R out, f = 1/(2πτ),  és a dir, la freqüència és bastant alta. És a dir, la porta FET superior no pateix l'amplificació de Miller de Cdg.
Si l'etapa FET superior funcionés sol utilitzant la seva font com a node d'entrada (és a dir, la configuració de la porta comuna (CG)), tindria un bon guany de tensió i una amplada de banda àmplia. Tanmateix, la seva baixa impedància d'entrada limitaria la seva utilitat a controladors de tensió d'impedància molt baixa. L'addició del FET inferior dóna com a resultat una alta impedància d'entrada, cosa que permet que l'etapa cascode sigui impulsada per una font d'alta impedància.
Si s'hagués de substituir el FET superior amb una càrrega inductiva/resistiva típica i agafar la sortida del drenatge del transistor d'entrada (és a dir, una configuració de font comuna (CS)), la configuració CS oferiria la mateixa impedància d'entrada que el cascode, però la configuració de cascode oferiria un guany potencialment més gran i una amplada de banda molt més gran.

## Altres aplicacions
Amb l'augment dels circuits integrats, els transistors s'han tornat barats pel que fa a l'àrea de matriu de silici. En la tecnologia MOSFET, especialment, la codificació en cascada es pot utilitzar als miralls de corrent actuals per augmentar la impedància de sortida de la font de corrent de sortida.
Una versió modificada del cascode també es pot utilitzar com a modulador, especialment per a la modulació d'amplitud. El dispositiu superior proporciona el senyal d'àudio i el inferior és el dispositiu amplificador de RF.

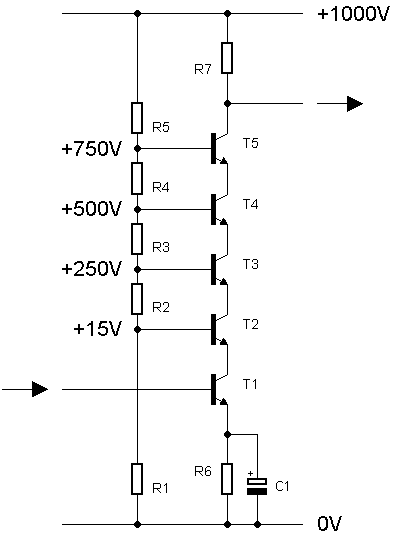
Pila d'alta tensió

Un cascode també es pot combinar amb una escala de tensió per formar un transistor d'alta tensió. El transistor d'entrada pot ser de qualsevol tipus CEO de baixa U, mentre que els altres, que actuen com a reguladors de tensió en sèrie lineal apilats, haurien de ser capaços de suportar una fracció considerable de la tensió d'alimentació. Tingueu en compte que per a una gran variació de voltatge de sortida, els seus voltatges de base no s'han de passar a terra mitjançant condensadors i la resistència de l'escala més alta hauria de poder suportar la tensió d'alimentació completa. Això mostra que un regulador de tensió en sèrie lineal és en realitat un buffer de corrent amb les seves designacions d'entrada i sortida intercanviades.